# Zakon Bazyliański Włoski albo Grottaferracki

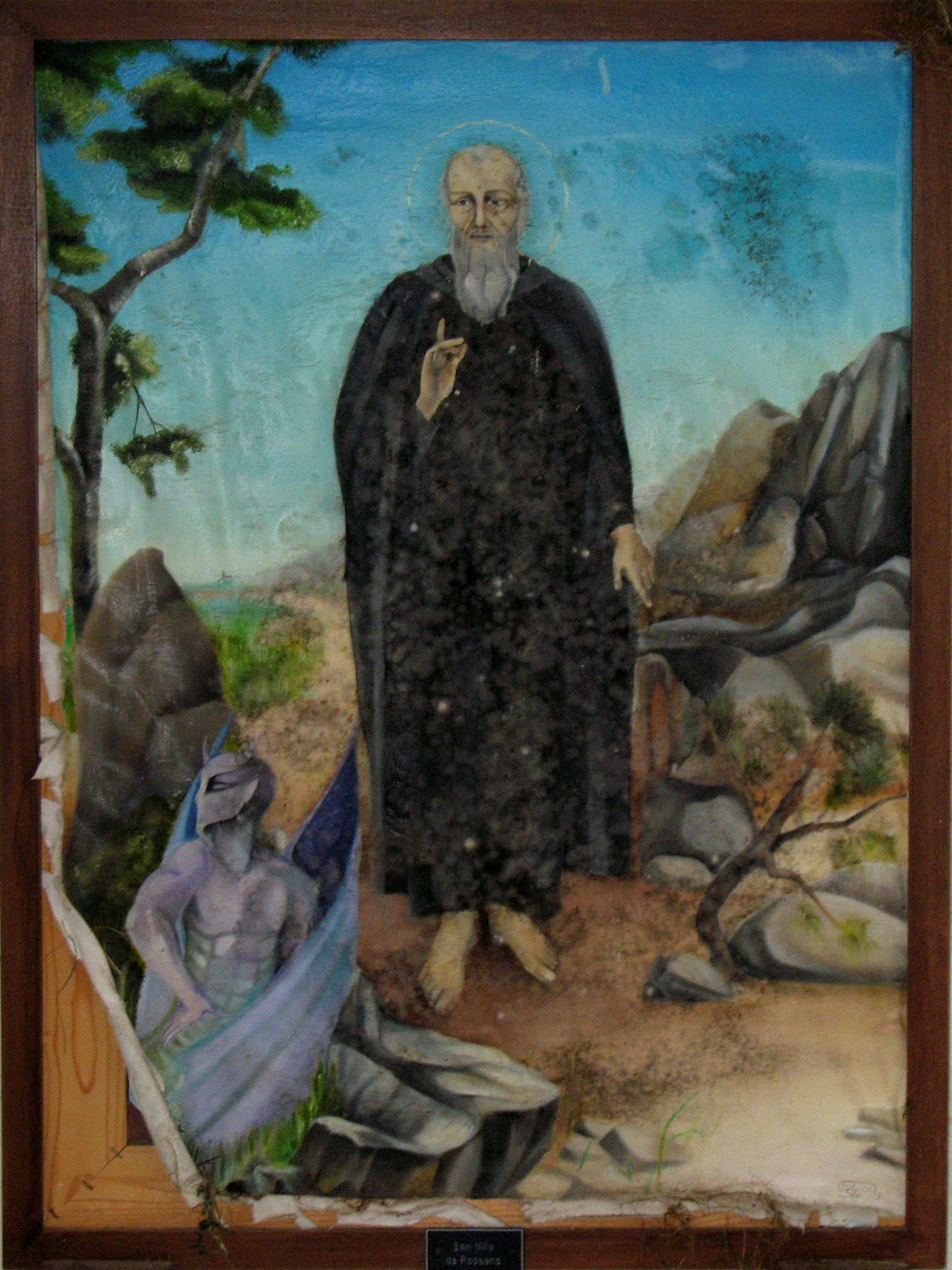
Św. Nil z Rossano

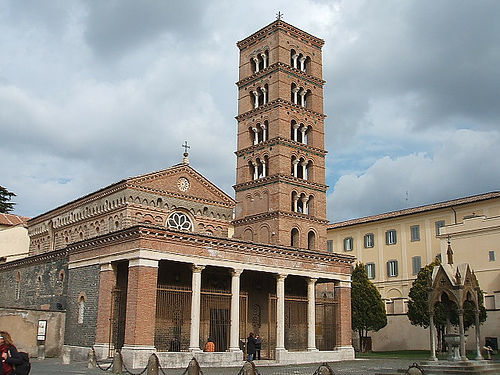
Klasztor Grottaferrata

Zakon Bazyliański Włoski albo Grottaferracki (vel Zgromadzenie Grottaferrackie; bazylianie; łac. – Ordo Basilianus Italiae, seu Cryptoferratensis; włoski – Ordine Basiliano Italiano di Grottaferrata) – katolicki zakon obrządku greckiego, żyjący według reguły zakonnej Bazylego Wielkiego.
Pierwsze klasztory obrządku bizantyjskiego zaczęły pojawiać się w Italii w wiekach VIII-IX. Ich założycielami byli Grecy – uciekinierzy z Bizancjum na skutek ikonoklazmu. W 1004 roku mnich Nil Młodszy z Rossano założył klasztor w Grottaferrata, miejscowości, położonej osiemnaście kilometrów od Rzymu. Po wielkiej schizmie wschodniej w 1054 roku klasztor w Grottaferrata i kilka monasterów Południowej Italii pozostały przy rycie bizantyjskim i regule św. Bazylego Wielkiego. Bazylianie italscy nigdy nie zerwali więzi z Rzymem i papieżem, mimo że należeli i nadal pozostają przy obrządku wschodnim.
Praktyka stosowania reguły św. Bazylego w Kościele rzymskokatolickim została potwierdzona w roku 1561 przez papieża Piusa IV. W 1579 roku papież Grzegorz XIII wydał encyklikę Benedictus Dominus, zgodnie z którą dokonał centralizacji wszystkich klasztorów centralnej i południowej Italii, stosujących obrządek bizantyjski w życiu zakonnym. Zostały one połączone w jeden zakon bazyliański pod zwierzchnictwem klasztoru w Grottaferrata.
W pierwszej połowie XVIII wieku zakon grottoferracki został dołączony do benedyktynów. Zaczął się proces latynizacji bazylianów. W wiekach XVIII-XIX, na skutek polityki sekularyzacji, prowadzonej przez władze Królestwa Neapolu, kongregacja została prawie wyniszczona. W roku 1866 zamknięte zostały wszystkie, oprócz grottaferrackiego, klasztory.
W 1880 roku wznowiona została tradycja bizantyjska. Rozpoczął się proces odrodzenia zakonu. W 1900 roku została przyjęta nowa konstytucja zakonna.
W 1937 roku papież Pius XII podporządkował monaster bazylianów grottaferrackich Watykanowi. Obecnie zakon jest samodzielną komórką w składzie Kościoła italo-albańskiego. Zakon liczy dwa klasztory, dwudziestu pięciu mnichów, wśród których piętnastu ma święcenia kapłańskie.